# Lepidozamia hopei
Lepidozamia hopei (Вуну) — вид голонасінних рослин класу саговникоподібні (Cycadopsida).
Етимологія: вшанування Луї Хоупа (Louis Hope, 1817–1894), скотаря і визначного піонера в цукровій промисловості Квінсленда.

## Опис
Стебло пряме, до 17 м заввишки, 50 см в діаметрі, гладке і блідо-жовтого коричневого кольору. Листки численні, до 100 в кроні, довжиною 200—300 см; черешок довжиною 30–60 см, гладкий. Листових фрагментів 160–200, вони м'яко шкірясті, темно-зелені і дуже глянсові, довжиною 20–40 см, шириною 15–30 мм, з 15–30 паралельними жилками. Пилкові шишки циліндричні, довжиною 25–40 см, 8–14 см в діаметрі. Насіннєві шишки яйцевиді, завдовжки 40–60 см, 20–30 см у діаметрі. Насіння завдовжки 4–7 см, 30–45 мм у діаметрі; саркотеста червона.

## Поширення, екологія
Країни поширення: Австралія (Квінсленд). Росте  на висотах від рівня моря до 1000 м. Рослини розкидані по пересіченій місцевості, часто в межах або поблизу лісу, а іноді й у вологих евкаліптових лісах. Рослини знаходяться на рівних ділянках поблизу річок, а також на крутих сухих схилах. Клімат різко тропічний.

## Загрози та охорона
Немає серйозних загроз. Рослини зустрічаються в національних парках і знаходяться у всесвітній спадщині «Вологі тропіки Квінсленду».

## Галерея

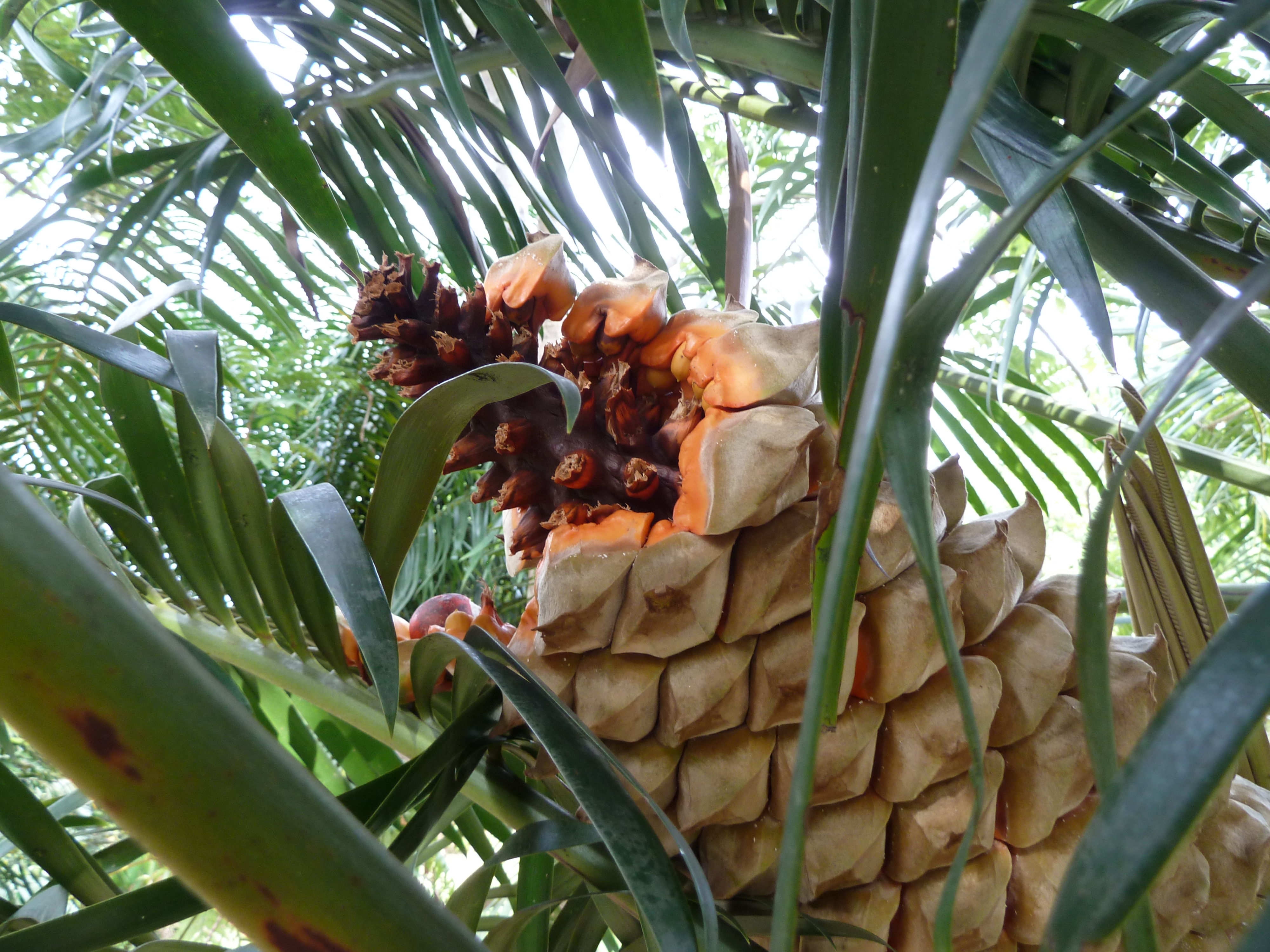